# Józef Dankowski (szybownik)
Józef Dankowski (ur. 2 lipca 1927 w Inowrocławiu, zm. 25 maja 2008 w Lesznie) – polski pilot szybowcowy, długoletni trener Szybowcowej Kadry Narodowej.

## Życiorys
Tematyką lotniczą interesował się od dzieciństwa. W okresie międzywojennym był członkiem Związku Harcerstwa Polskiego, gdzie uczęszczał do modelarni i budował modele samolotów i szybowców.
W okresie okupacji był wywieziony na roboty przymusowe w III Rzeszy. Po wojnie ukończył szkołę podstawową i średnią w Inowrocławiu oraz rozpoczął studia w Toruniu na wydziale prawa. Ostatecznie ukończył studia wyższe w Akademii Wychowania Fizycznego we Wrocławiu, gdzie zdobył dyplom trenera w szybownictwie.
W lipcu 1945 r. w Inowrocławiu wykonał swój pierwszy samodzielny lot na szybowcu SG 38 wykonał w Inowrocławiu. W maju 1947 roku odbył szkolenie w Cywilnej Szkole Pilotów i Mechaników w Ligocie Dolnej i uzyskał uprawnienia pilota samolotowego. Do 1951 r. pracował w Aeroklubie Kujawskim w Inowrocławiu, następnie w latach 1951–1958 pracował jako Szef Wyszkolenia w Wyczynowej Szkole Szybowcowej w Lisich Kątach.
W latach 1958–1966 i 1970-1978 był szefem wyszkolenia w Centralnej Szkole Szybowcowej w Lesznie. W latach 1966–1970 pełnił funkcję Kierownika Centrum Szybowcowego w Lesznie. W latach 1958–1983 był trenerem Szybowcowej Kadry Narodowej.
Pracę w Aeroklubie zakończył w lutym 1985 roku.
Następnie w latach 1985–1990 pracował jako pilot agro w Zakładzie Usług Agrolotniczych we Wrocławiu. Latał w Polsce, Sudanie, Algierii oraz w Iranie do przejścia na emeryturę w 1990 roku.
Już jako emeryt pracował Aeroklubie Poznańskim, gdzie zajmował się szkoleniem pilotów. Latał jako pilot na samolotach i szybowcach do 1997 r.
W sumie na szybowcach wylatał 2735 godzin, a na samolotach 6390 godzin. Jako instruktor samolotowy wylatał 1213 godzin.
Był mężem najsłynniejszej polskiej szybowniczki Adeli Dankowskiej. Miał dwójkę dzieci – Jacka (również szybownika i trenera kadry szybowcowej) oraz córkę Dorotę.
Zmarł 25 maja 2008 r. i został pochowany na cmentarzu w podleszczyńskich Strzyżewicach.
W 2010 r. władze Inowrocławia upamiętniły go nadające jednej z ulic imię Józefa Dankowskiego.

## Odznaczenia
- Medal Tańskiego (za rok 1960).